# Alkimedon (Sohn des Laerkes)
Alkimedon (altgriechisch Ἀλκιμέδων Alkimédōn) ist eine Gestalt der griechischen Mythologie.
Alkimedon war der Sohn des Laërkes und einer der fünf Anführer der Myrmidonen vor Troja, gehörte also zu dem von Achill geführten Kontingent im Trojanischen Krieg.
Er kämpfte unter der Führung des Patroklos, der in der Rüstung Achills wieder in den Krieg eingetreten war. Als Patroklos gefallen war, übernahm er von Automedon, dem in dieser Schlacht dem Patroklos dienenden Wagenlenker Achills, den Wagen, damit Automedon zu Fuß weiterkämpfen konnte. Um ihn zu schützen, blieb Alkimedon ganz in der Nähe des Automedon und sicherte mit seinen Pferden dessen Rücken.